# Оноре Дом'є
Оноре Викторен Дом'є (фр. Honoré Victorin Daumier; 26 лютого 1808, Марсель — 10 лютого 1879) — французький художник-графік, живописець і скульптор, найбільший майстер політичної карикатури XIX століття.

## Біографія
Дом'є народився в Марселі в 1808 році. З дитинства захоплювався малюванням, освоїв фах літографа. Спочатку заробляв на життя створенням літографій-ілюстрацій для музичних і рекламних видань. З 1848 по 1871 рік створив не менш як чотири тисячі літографій і ще стільки ж ілюстрацій олівцем.
Склав собі в 1840-х роках гучну популярність карикатурами на політичні обставини, суспільне і приватне життя і видатних людей тодішньої Франції. У епоху Луї-Філіпа почав працювати в сатиричному журналі «Caricature» Шарля Філіпона. Малюнок Дом'є сухий і грубуватий; але типи, що представляються ним, і сцени повні життя, вражаючої правди, і, разом з тим їдкої насмішки. Сатиричні малюнки Дом'є почали з'являтися в журналі «Charivari». Це були сцени з «Пригод Робера Макера» (з підписами Філіпона).
За цією серією слідували інші, під заголовками: «Les Actualites», «Les Divorceuses», «Les Femmes socialistes», «Les Philantropesdu jour», «Les Grecs», «Les Gens de justice», «Les Pastorales», «Locataires el proprietaires», «Les beaux jours de la vie» тощо. Революція 1848 року надала зміст двом цікавим його альбомам: «Idylles parlementaires» і «Les Representants representes». 1871 року Дом'є записався в члени Паризької комуни.
З живописних творів Дом'є відомі: «Мельник, його син і осел» (1849), «Дон Кіхот, що вирушає на весілля» (1851) і «Прачка» (1861). Він продовжував писати картини до самої смерті, навіть коли зовсім осліпнув. Його гротескові, утрировані, нарочито грубо виконані образи викликали захоплення Мане і Дега; існує думка, що Дом'є був першим імпресіоністом.

## Галерея

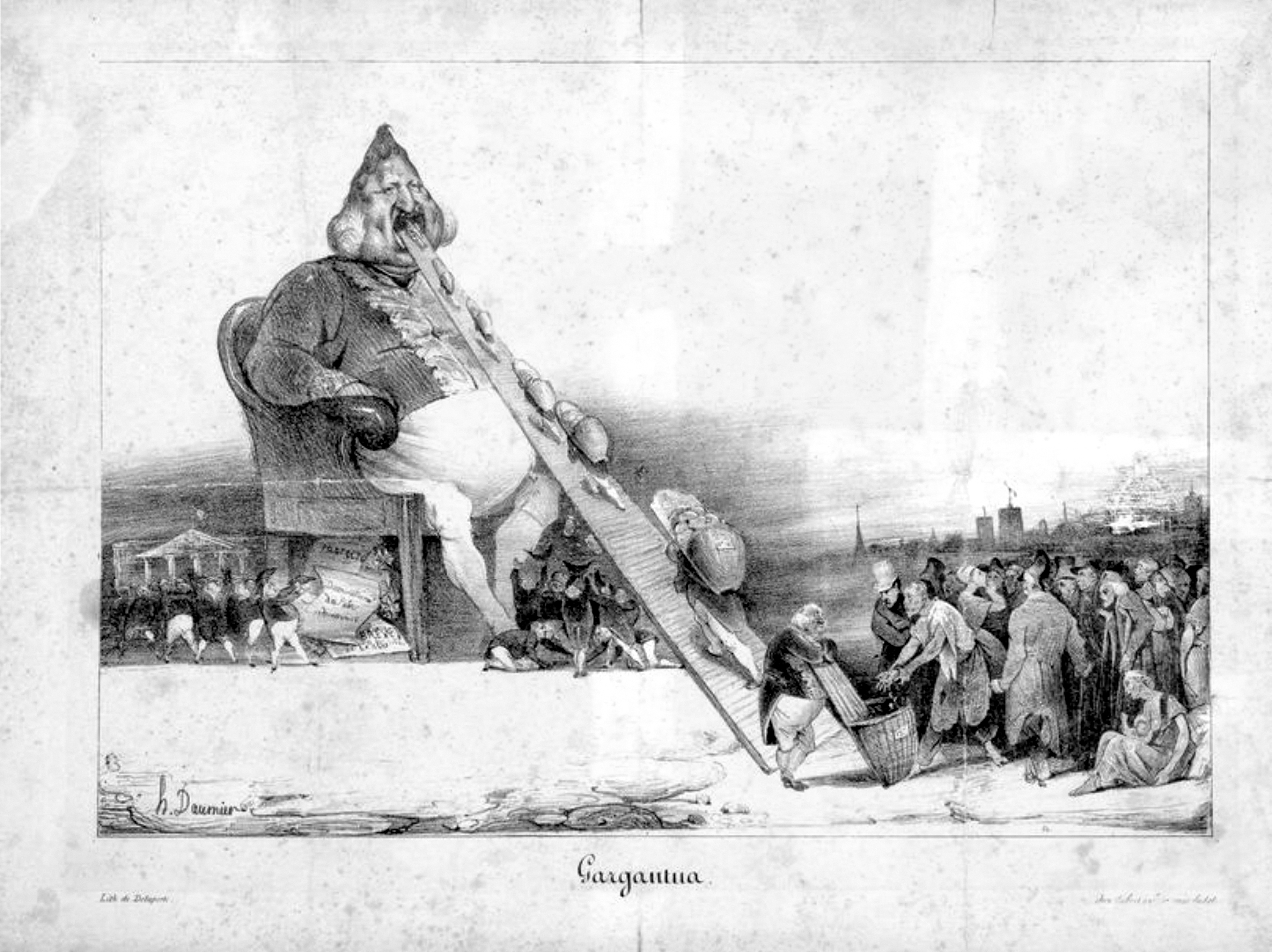
Gargantua. Caricature de Louis-Philippe (1831).
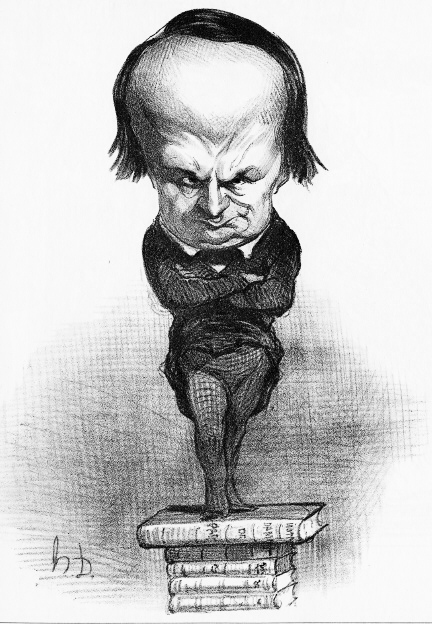
Віктор Гюго. Le Charivari (20 juillet 1849).
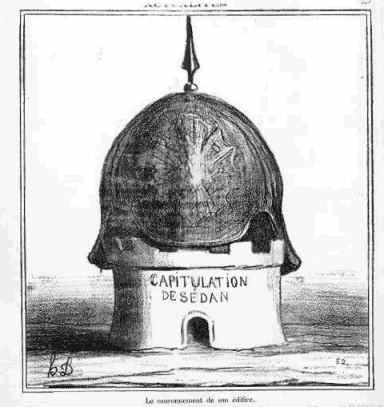
La Capitulation de Sedan (1870)
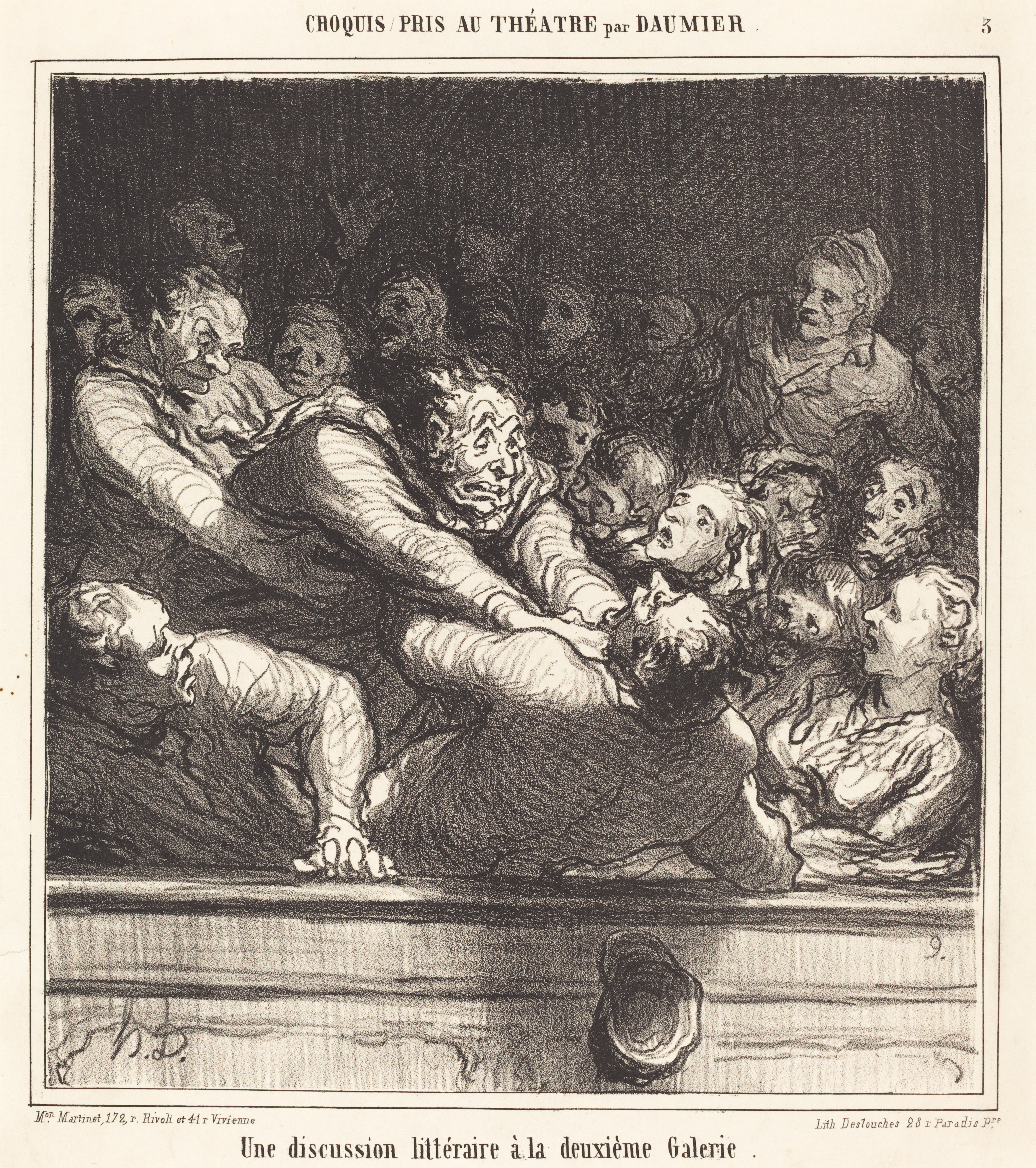
Une discussion littéraire. Le Charivari (27 février 1864).
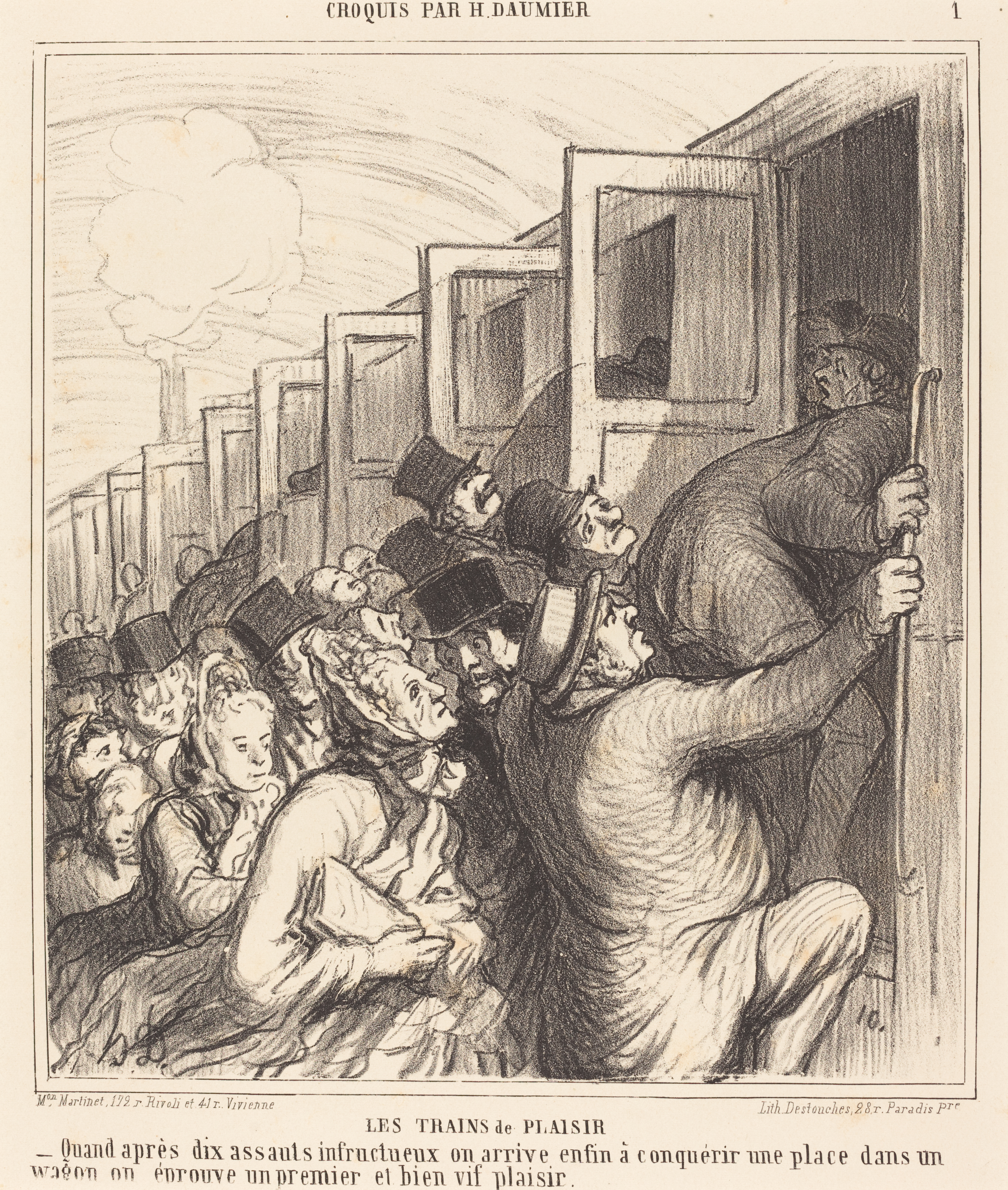
Les Trains de plaisir (1864)
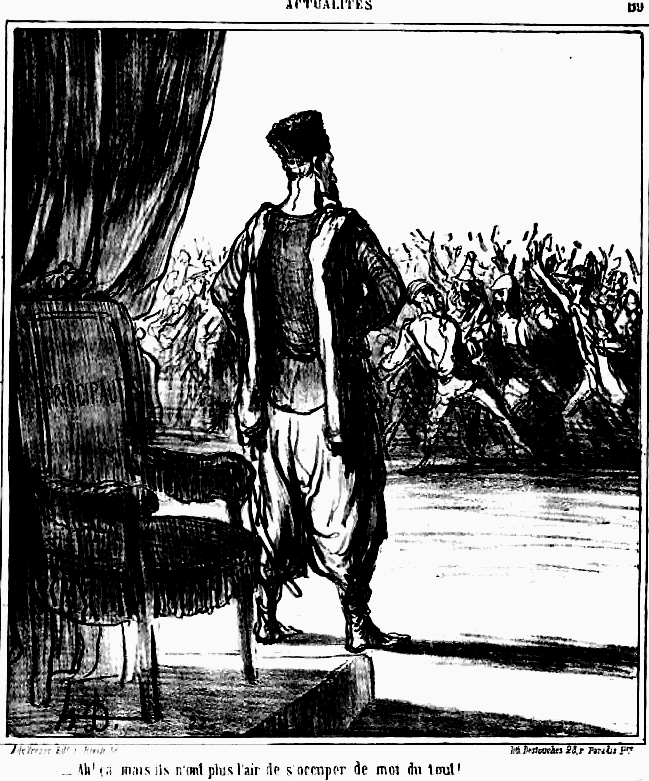
Ah ! ça... mais ils n'ont plus l'air de s'occuper de moi du tout ! . Le Charivari (1866).
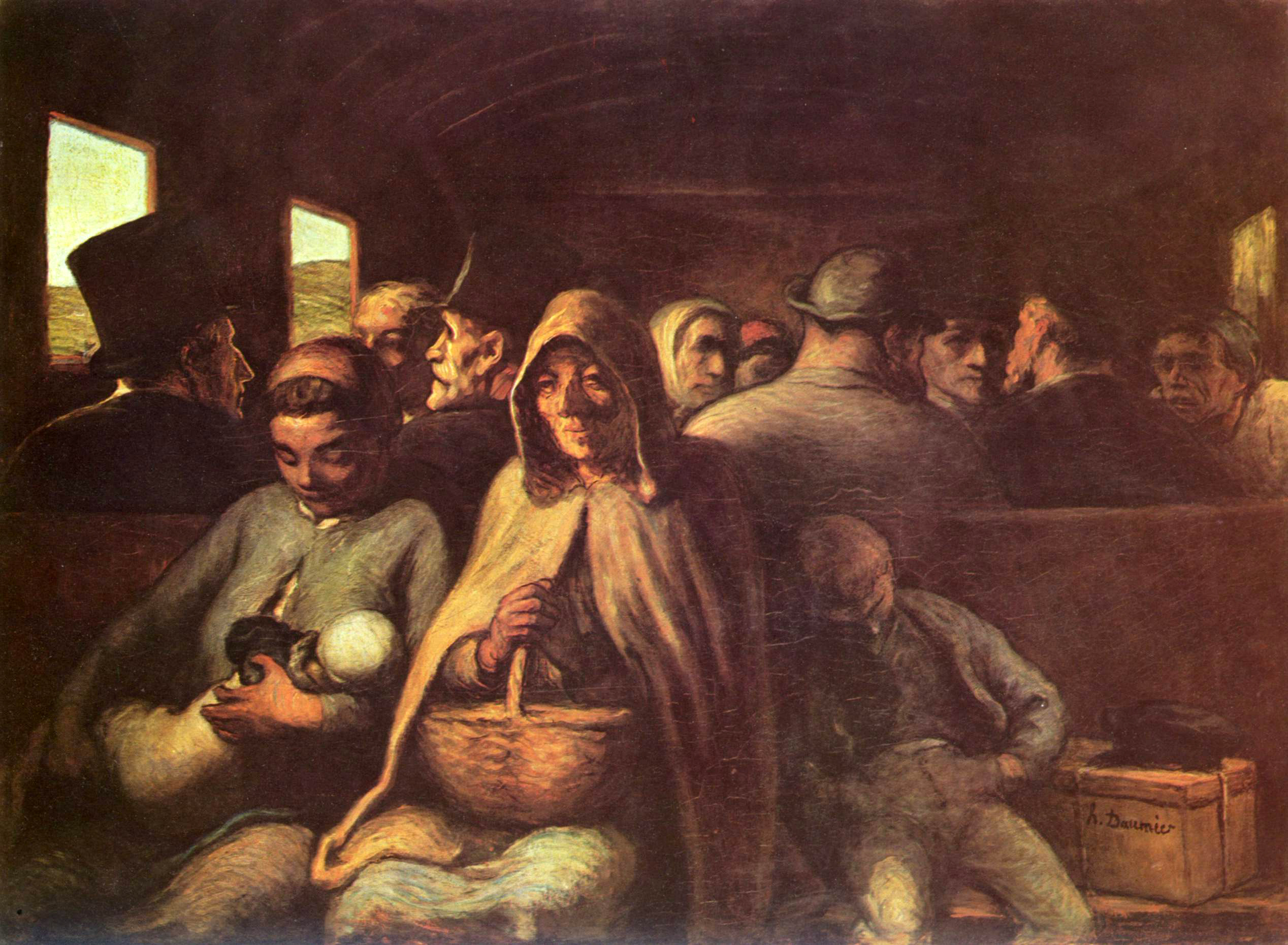
Le Wagon de troisième classe (1864)
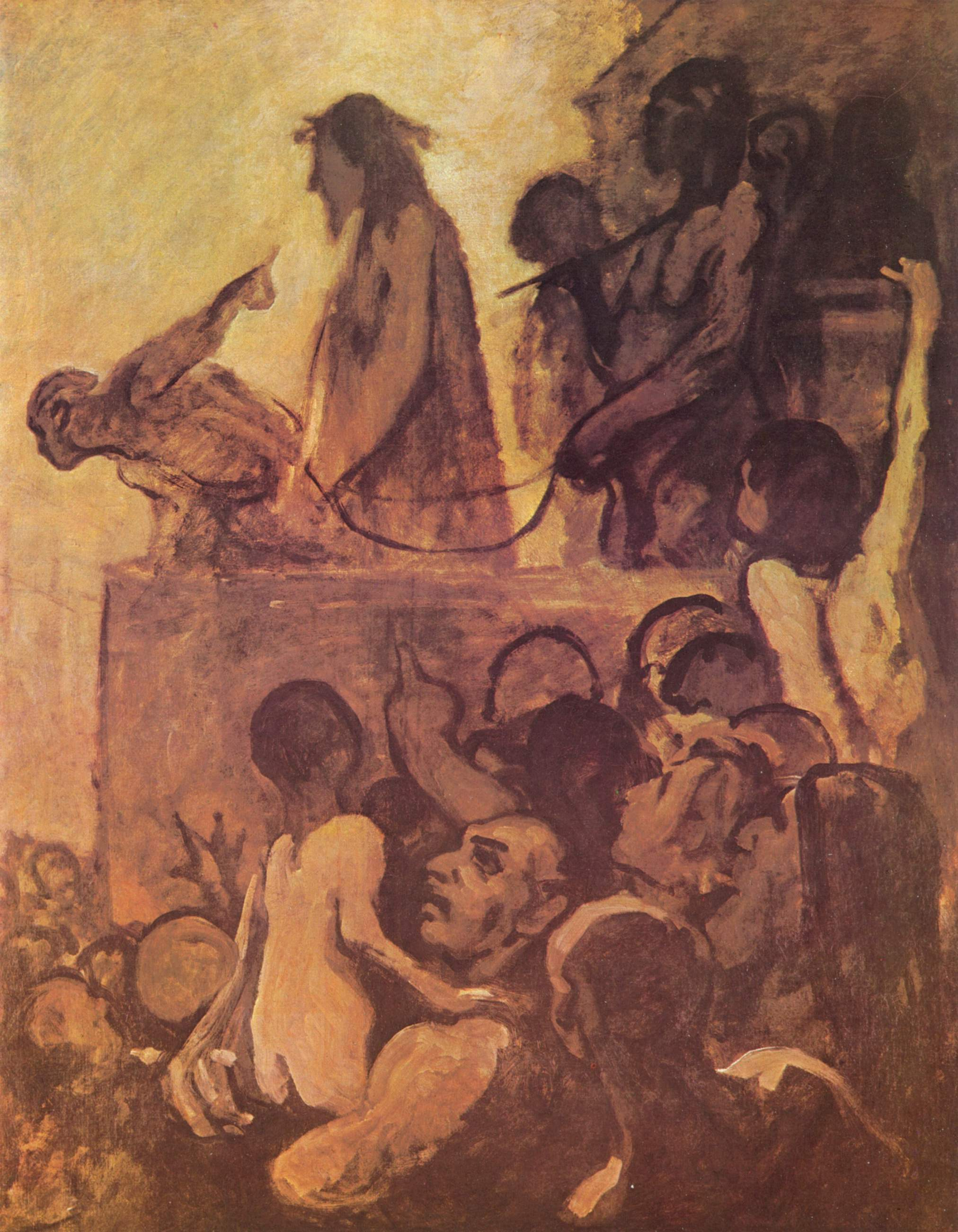
Ecce homo! (1850)
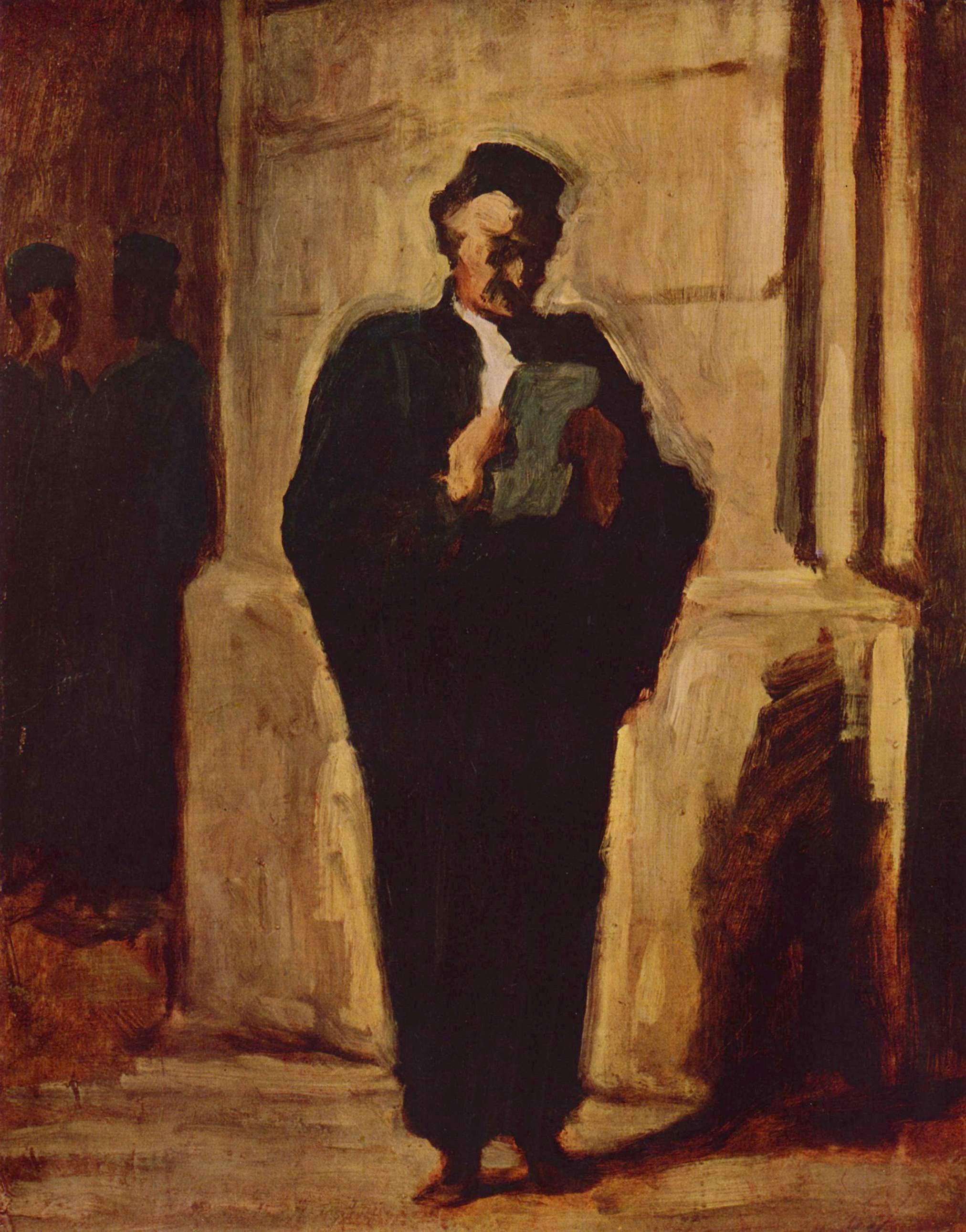
L'Avocat
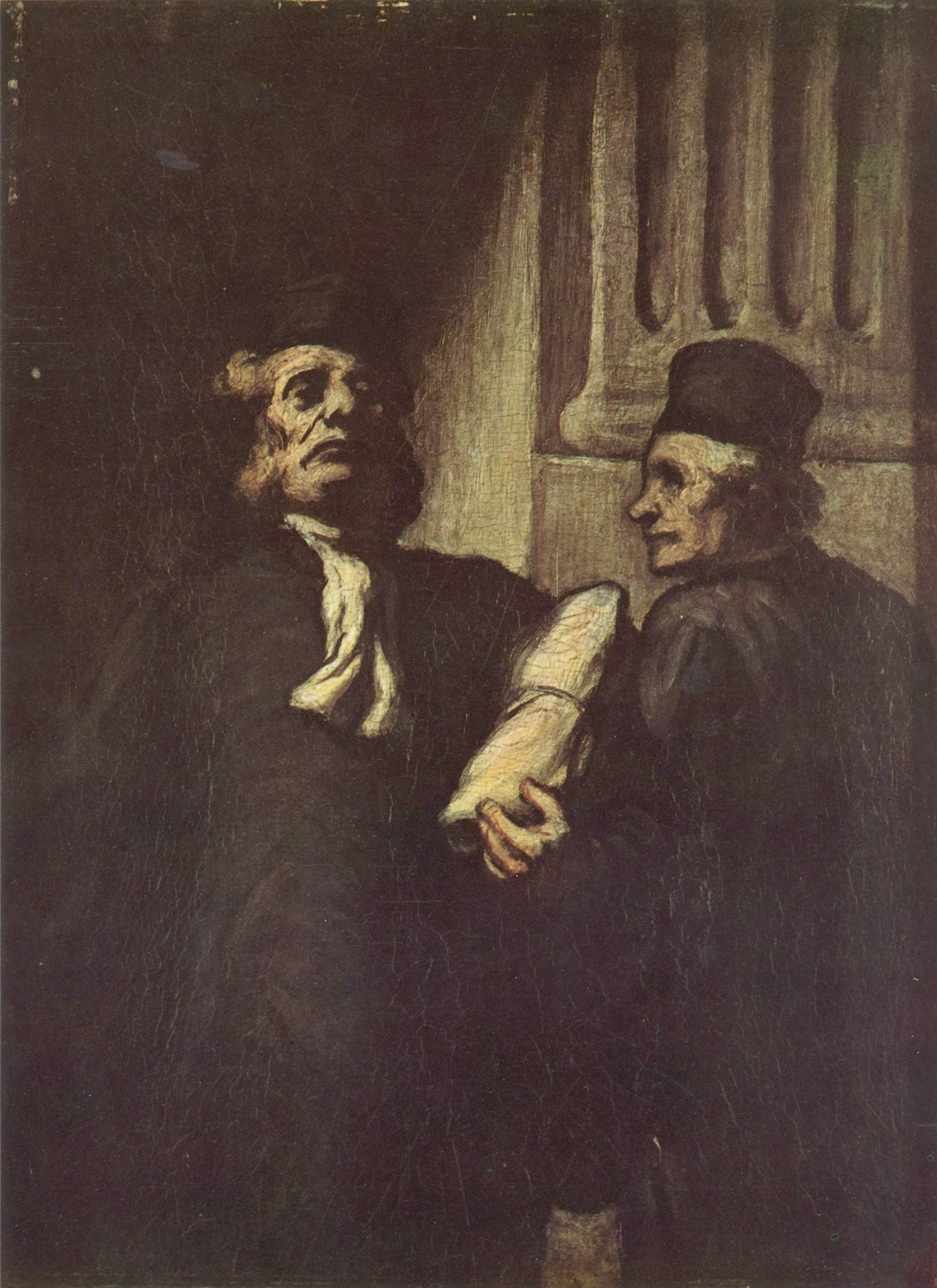
Les Avocats
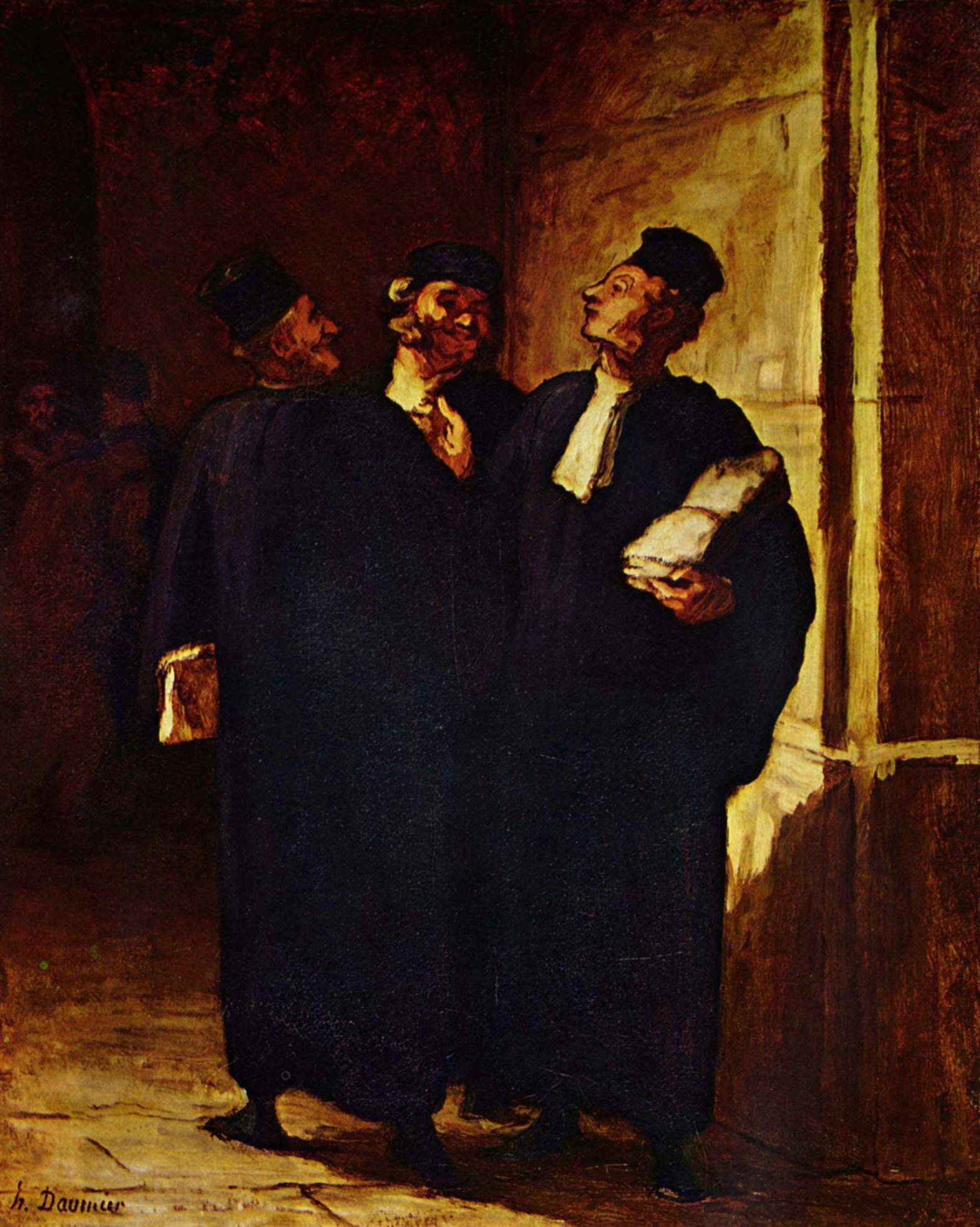
Trois avocats en consultation
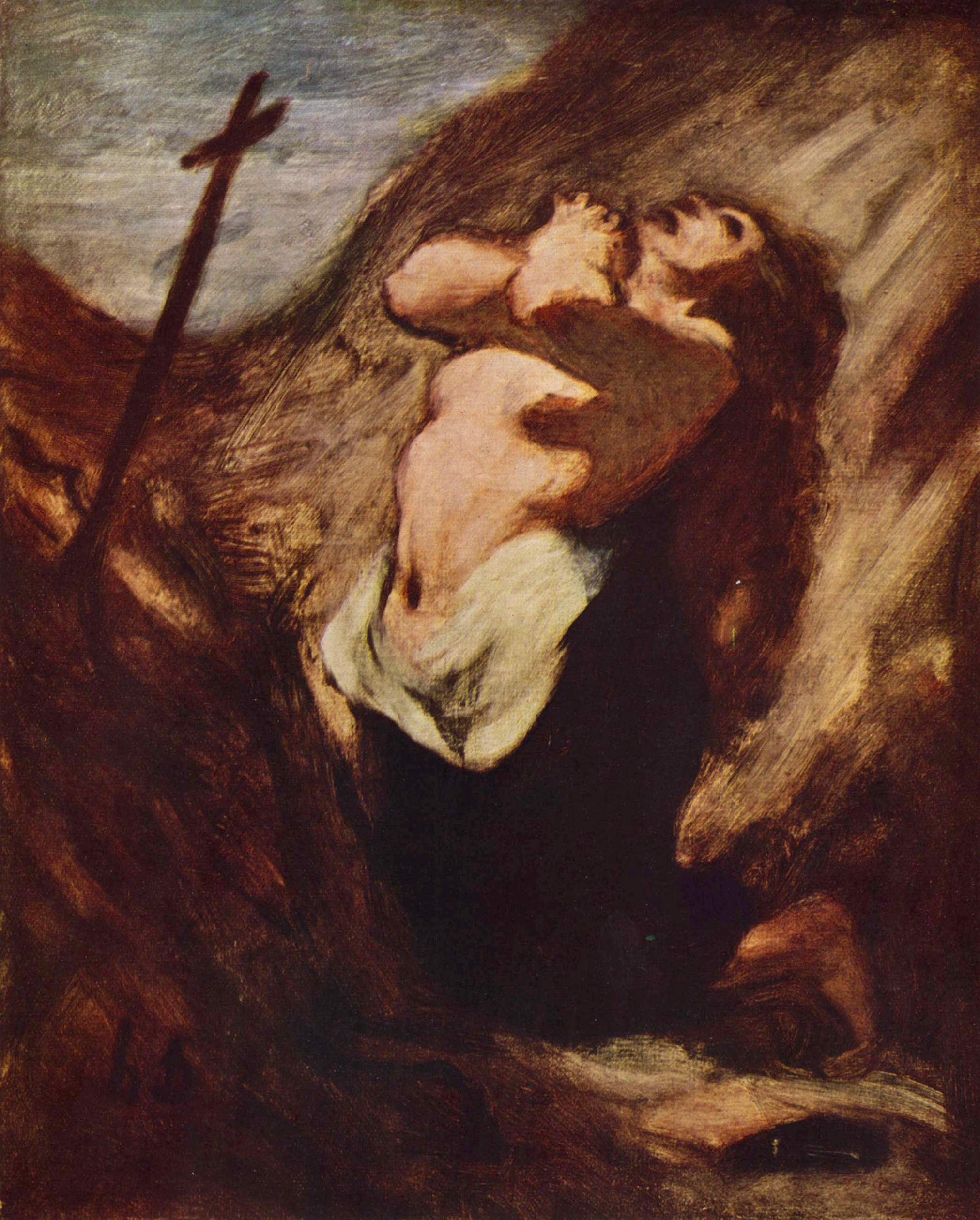
Marie Madeleine
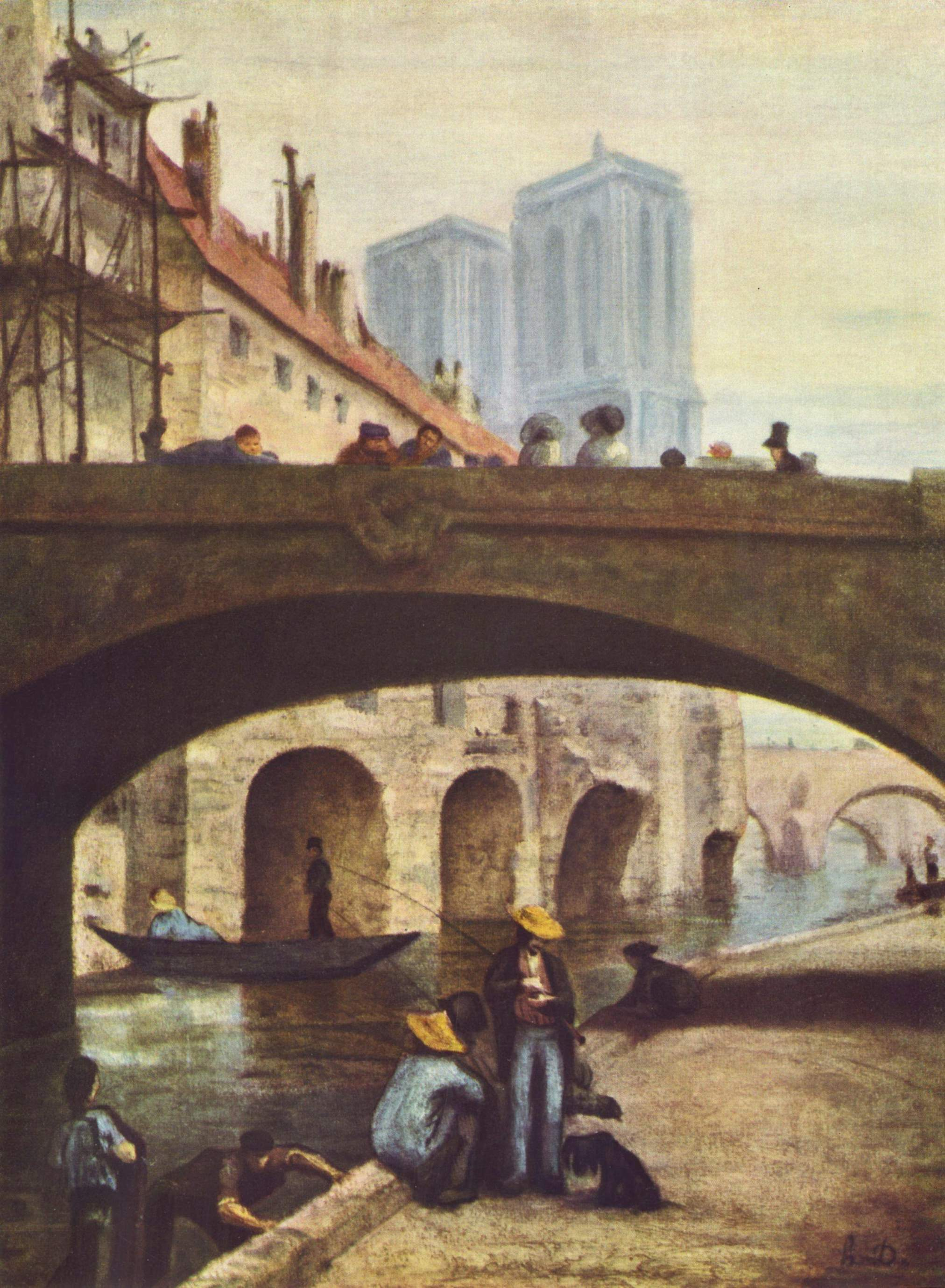
Le Peintre devant Notre-Dame. Musée Calvet (1834).
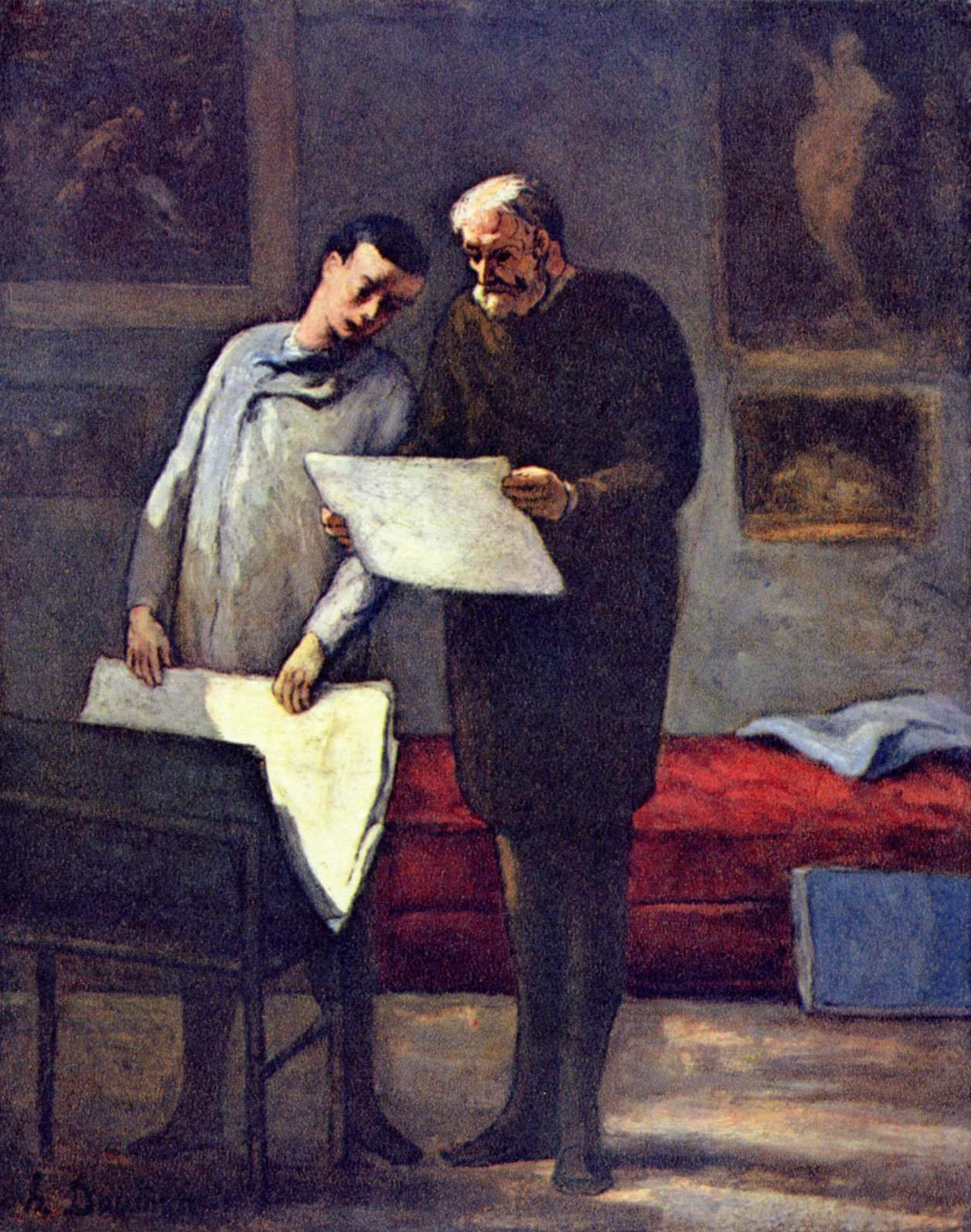
Un jeune artiste reçoit des conseils. National Gallery of Art, Washington (v. 1860).
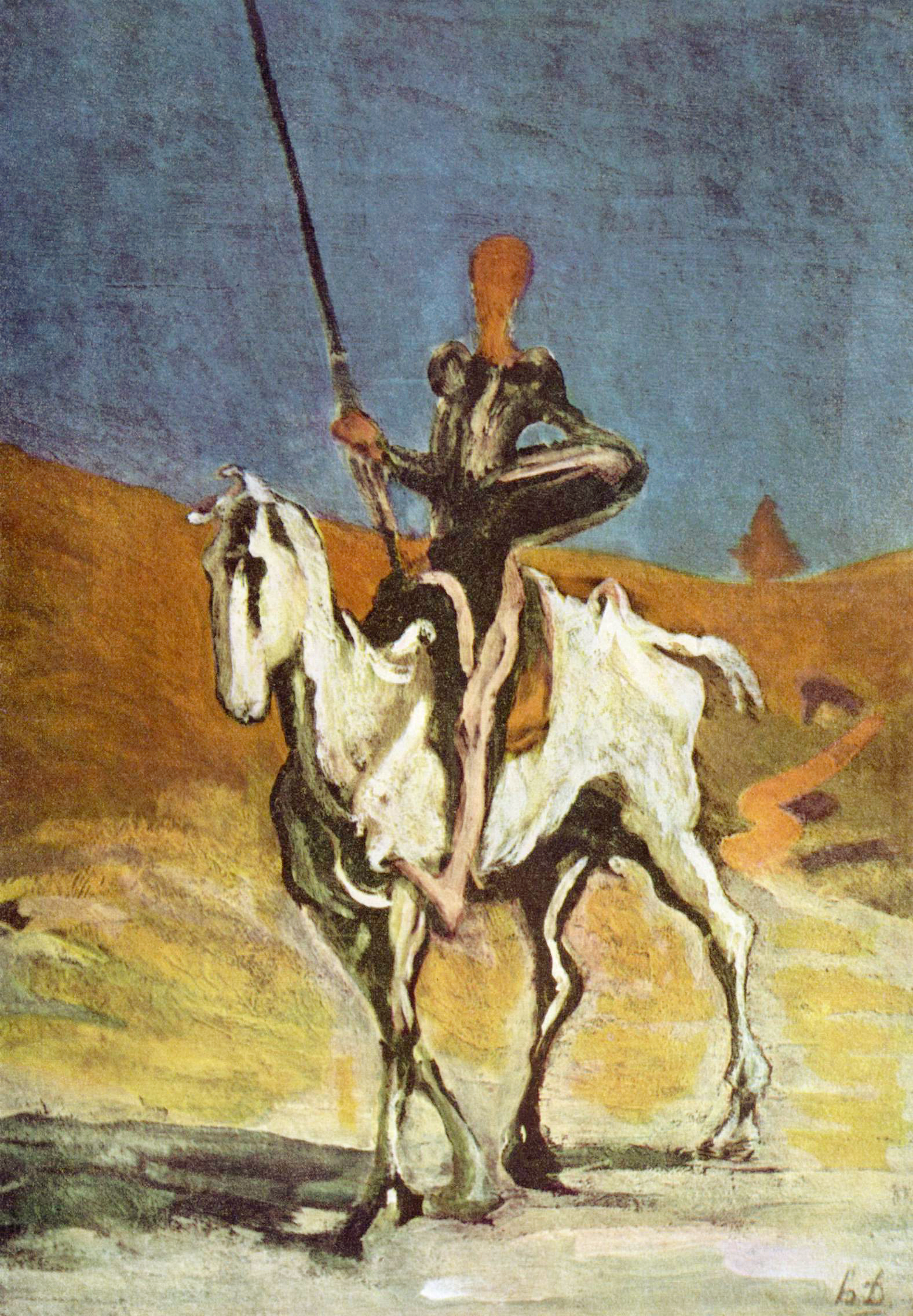
Don Quichotte (1868)
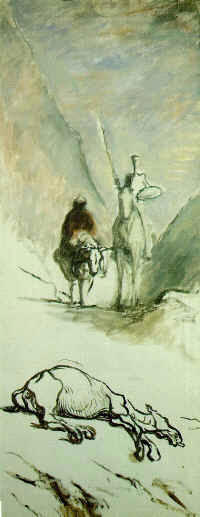
Don Quichotte (1868)
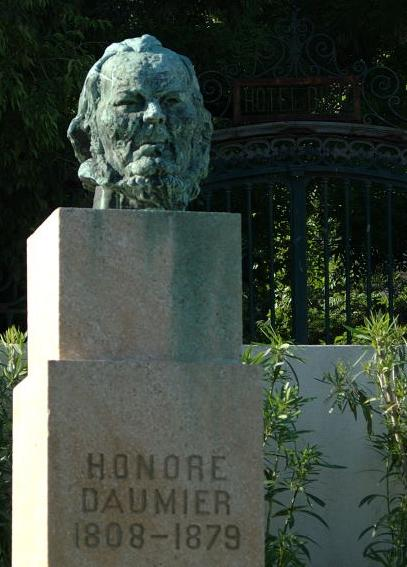
Buste en bronze à Marseille.
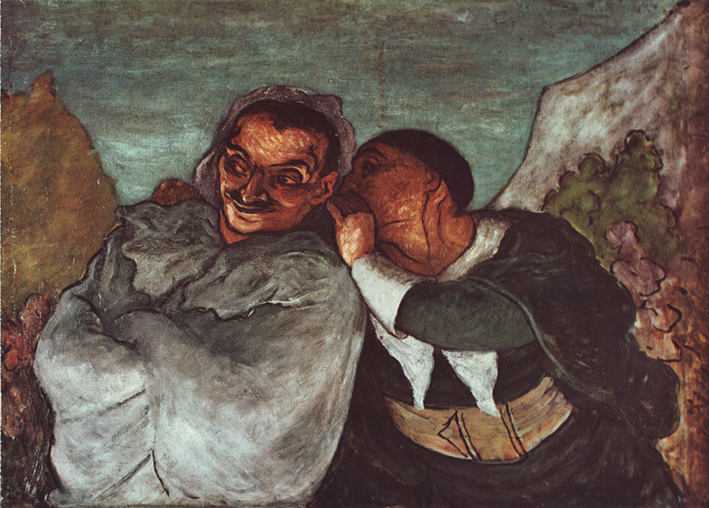
Crispin & Scapin (louvre)